# احساس مالکیت (فیلم ۱۹۲۲)
«احساس مالکیت» (انگلیسی: Jealousy) فیلمی در ژانر درام است که در سال ۱۹۲۲ منتشر شد.